# أحمد الدوخي
أحمد الدوخي لاعب كرة قدم سعودي سابق من مواليد 25 أكتوبر 1976، يلعب في خانة الظهير الأيمن، لعب لأندية الهلال والاتحاد السعودي ونادي قطر ونادي النصر السعودي.

## الانتقال إلى الاتحاد
أثار انتقاله من نادي العاصمة نادي الهلال السعودي إلى نادي الاتحاد السعودي لغطاً وجدلاً كبيرين في دوائر المهتمين بكرة القدم السعودية، إذ إن رئيس نادي الهلال السعودي قدم له عرضا أمام كاميرات الصحافة الرياضية بمبلغ ثلاثة ملايين ريال كاش في حقيبة كان يحملها، ولكن اللاعب رفض العرض ووقع للاتحاد بمبلغ 4.5 ملايين ريال، في صفقة ثمنها اتحاد الكرة السعودي بمبلغ مليون وستمئة ألف حسب نظام المسطرة المتبع سابقاً في السعودية، وما أثار اللغط هو أنه يحق للنادي المنتقل منه اللاعب 70% من قيمة عقد انتقال اللاعب وهو ما يعني أن نادي العاصمة كان ينتظر على الأقل سبعة ملايين ريال لأن اللاعب بالتأكيد لم يكن لينتقل لاتحاد جدة بأقل مما عرض عليه النادي العاصمي الهلال.
وإثر هذه الحادثة جدد الاتحاد السعودي لكرة القدم أنظمته بما يحفظ حقوق النادي الذي ينتقل منه اللاعب.

### تعرضه لإطلاق نار
نظرت المحكمة الجزئية في مدينة جدة في التهم التي تقدمت بها هيئة التحقيق والادعاء العام في السعودية ضد لاعب نادي اتحاد جدة أحمد الدوخي الذي تعرض لإطلاق نار من مجهول.
وطبقاً لتقارير الشرطة وقع الاعتداء في حوالي الساعة السادسة مساءً عندما قام شخص غير معروف بطرق منزل اللاعب أحمد الدوخي وقام بالدخول إلى المسكن وهو يحمل كيساً في يده وبمجرد أن دخل الشخص المجهول إلى الشقة أدخل يده إلى الكيس وأخرج مسدسه وقام من فوره بإطلاق النار على اللاعب ولكنه أخطأ الدوخي،
فما كان من الدوخي إلا محاولة الإمساك بالسلاح ومنع الشخص المعتدي من الاستمرار في اعتدائه غير أنه فاجأه بطلقة أخرى اخترقت يد الدوخي والذي لم تمنعه إصابته من محاولة إيقاف المعتدي من مواصلة الاعتداء عليه ونجح في مقاومته ليترك الجاني سلاحه ويفر من مسرح الجريمة.
واستطاع الدوخي النزول من منزله وقيادة سيارته نحو أحد المستشفيات الخاصة القريبة من منزله وتم فيما بعد ذلك تحويل اللاعب إلى المستشفى السعودي الألماني وإجراء عملية جراحية له لإخراج الطلقة النارية التي استقرت بيده.
وقالت صحيفة «الوطن» السعودية (التي لم تذكر اسم اللاعب) إن شرطة السلامة باشرت التحقيق في الحادثة بعد الحصول على الإذن بتفتيش منزل اللاعب، والتحقيق معه للتوصل إلى مدى صلته بالشخص المجهول، لكنه أفصح عن عدم معرفته.
وأحيل ملف القضية إلى هيئة التحقيق والادعاء العام بجدة التي أكملت التحقيقات في القضية.

## إعارته إلى نادي قطر
انتقل في عام 2008م إلى نادي قطر القطري بعقد إعارة لمدة سنة بمبلغ 450 ألف دولار وحقق بطولة واحدة مع نادي قطر.

## العودة إلى الدوري السعودي
قبل أن يعود إلى الدوري السعودي ذهب إلى بلجيكا ووقع مع نادي ويلبرج البلجيكي وفي نفس العام 2009 عاد الدوخي للسعودية ووقع عقدا لمدة سنتين مع نادي النصر، وبدأ مشاركته مع الفريق من الدور الثاني في دوري زين موسم 2009-2010 وشارك في 14 مباراة مع فريقه في نفس الموسم وفي موسم 2010-2011 شارك في 35 مباراة رسمية وغاب عن 3 مباريات نتيجة الإيقاف بمجموع البطاقات الصفراء والطرد في مباراة واحدة. انتهى عقده مع نادي النصر في شهر 7/2011م، وفي آخر تصريح له ذكر أن لديه عدة عروض من أندية سعودية وخليجية وأنه يفضل الانتقال لناد خليجي بسبب الراحة النفسية التي وجدها في تجربته الاحترافية الأولى.

## مشاركاته العالمية
- مع المنتخب السعودي شارك في كأس العالم لكرة القدم 1998 - 2002 - 2006م
- وشارك في كأس القارات 1999 وبطولة كأس آسيا 2000م.
- وشارك مع نادي الاتحاد في كأس العالم للأندية 2005م.

## إنجازاته مع الأندية
- بطولتان دوري ابطال أسيا مع الهلال 2000 ومع الاتحاد 2005
- بطولتان كأس الكؤوس الآسيوية مع الهلال 1997 - 2002
- بطولتان سوبر أسيا مع الهلال 1997 - 2000
- بطولة الأندية العربية أبطال الكؤوس مع الهلال عام 2000
- بطولة النخبة العربية مع الهلال عام 2001
- بطولة أبطال العرب مع الاتحاد عام 2005
- بطولة الدوري مع الاتحاد عام 2007
- كأس السوبر السعودي المصري مع الهلال 2001
- بطولة كأس ولي العهد القطري مع نادي قطر 2009
- حقق بطولات محلية عديدة من دوري وكأس وبطولات ودية.

## روابط خارجية
- أحمد الدوخي على موقع الاتحاد الدولي (مؤرشف)  (الإنجليزية)
- أحمد الدوخي على موقع قاعدة بيانات كرة القدم.إي يو (الإنجليزية)
- أحمد الدوخي على موقع ناشيونال فوتبول تيمز (الإنجليزية)
- أحمد الدوخي على موقع Soccerway.com (الإنجليزية)